# Лама (город)
Лама (бенг. লামা, англ. Lama) — город на юго-востоке Бангладеш, административный центр одноимённого подокруга. Площадь города равна 41,44 км². По данным переписи 2001 года, в городе проживало 13 406 человек, из которых мужчины составляли 54 %, женщины — соответственно 46 %. Плотность населения равнялась 324 чел. на 1 км². Уровень грамотности населения составлял 29,6 % (при среднем показателе по Бангладеш 43,1 %). 